# Dalmata
A dalmata (horvátul: Dalmatinski pas) egy dalmát nemesítőktől származó kutyafajta, a jelenlegi Horvátország területéről.

## Eredete
Ősi fajta, mely egyetlen ma ismert kutyafajtával sem mutat genetikai rokonságot. Eredetét tekintve három elmélet létezik. Az első elmélet szerint a fajta Dalmáciából származik, ahol a 18.század végén jelentek meg dalmata kutyára hasonlító ábrázolások (napjainkban ez az elmélet vált a legkevésbé valószínűvé). A második elmélet szerint a  dalmaták Franciaországból származnak. Nevüket a francia damachien, azaz dámvadról kapták, ezzel utalva vadászmúltjára. A harmadik elmélet szerint a 16. századi szerb költő, Jurij Damatin nevével asszociálták az elnevezést, aki többször említést tett bizonyos fehér alapon pöttyös kutyákról.

## Testfelépítése

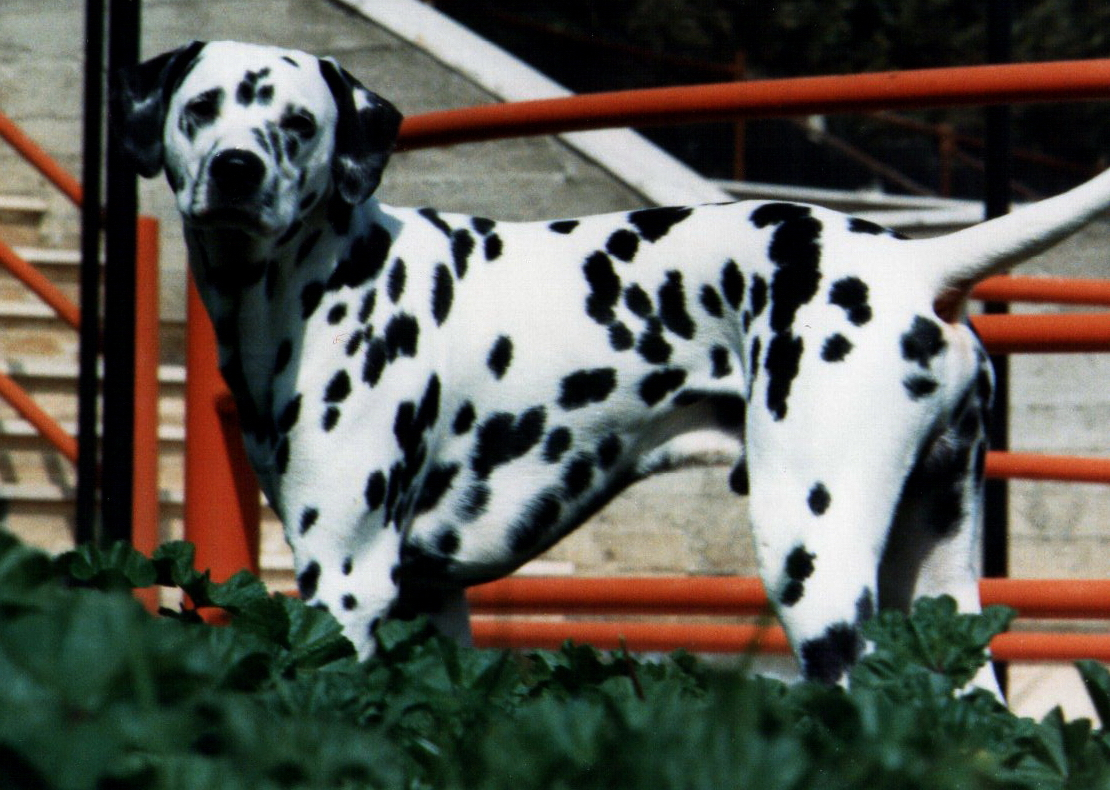
Dalmata

A dalmata erős, vízszintes hátán jól kirajzolódik a marja. A lágyéka erős, enyhén ívelt, a hátsó testrésze izmos, lekerekített. Farka a tövénél vaskos, majd kihegyesedik, csaknem a csánkig ér, és a kutya enyhén felfelé görbítve tartja. Mellkasa nem túl széles, de mély és tágas. A feszes, izmos vállak mérsékelten ferdék, a könyökök közel vannak a testhez. Lábai egyenesek, hengeres csontúak, a térd erősen hajlott. Mancsai macskáéhoz hasonlóak, azaz kör alakúak, szorosan zárt, erős, íves lábujjakkal. A viszonylag hosszú és feszes nyak szépen ívelt. Viszonylag hosszú, lapos koponyával, amely a fülek között meglehetősen széles. A fej ránctalan. A stopp mérsékelt, az arcorri rész erős és hosszú – de soha nem csőrszerű –, az ajkak feszesek és összesimulók. A finom, vékony, közepes nagyságú fülek magasan tűzöttek, a fej mellett lógnak. Közepes nagyságú, távol ülő, kerek szemei értelmes és eleven tekintetűek, gyakran eltérő színűek. A szemek pereme feszes. A dalmata harapása ollószerű. Szőrzete rövid, merev, sűrű, sima és fényes. 
A dalmata kétféle színezetben ismert: májszínű, illetve fekete pettyes. Az alapszín mindkét esetben hófehér, s rajta 2–3 cm átmérőjű, élesen elhatárolódó pettyek láthatók. A pettyek ideális esetben nem fedhetik át egymást, és egyenletes eloszlásúnak kell lenniük. A végtagokon lévő pettyeknek valamivel kisebbnek kell lenniük a testen lévőknél. Az orr és a szem pereme a májszínű egyedeknél barna, a feketéknél fekete. A dalmata születéskor fehér színű, a foltjai csak később alakulnak ki. Meglehetősen érzékeny, vesebetegségekre öröklötten hajlamos fajta. Genetikailag süketségre hajlamos.

## Jelleme
A dalmata jó kedélyű, barátságos és értelmes kutya. Társaságkedvelő, kiegyensúlyozott természete van, a gazdáját és családját nagyon szereti, és minden érdekli, ami körülöttük történik. Éber eb, mindig jelzi, ha valami nincs rendben. Nem érdemes arra számítani, hogy jó házőrző lesz, mert hiányzik belőle az agresszivitás. A dalmata nagyon szereti a társaságot, remekül kijön a gyerekekkel és más kutyákkal is. Rendszerint a macskákkal és egyéb háziállatokkal való együttélése sem okoz gondot, feltéve, hogy megfelelő volt a szocializációja. A látogatókkal szembeni magatartása a kutya egyéniségétől függ: vagy éberen, vagy vonakodóan viselkedik. Városi tartásra alkalmas luxusállat.

## Méretei
Kan marmagassága: 56–61 cm
Szuka marmagassága: 54–59 cm
Testtömege: 24–32 kg
Várható élettartam: 12 év

## Megjegyzés
A dalmatát nem túl nehéz nevelni, de természetének van egy csökönyös oldala, amely főként akkor erősödik meg, ha túl sokat várnak tőle, vagy ha elveszíti érdeklődését a gyakorlatok iránt. Ha helyesen viselkedik, nagyon meg kell dicsérni – ezt esetleg jutalomfalatokkal is meg lehet erősíteni –, és a gyakorlatokat mindig variálni kell. Sem a túl szigorú, sem a túl engedékeny nevelés nem célravezető, az arany középutat kell megtalálni. Világszerte kedvelt családi kutya, de inkább a sportosabb családoknak ajánlható. Meg lehet próbálkozni kutyás sportokban való részvételével, de úgy, hogy ne a versenyzés, hanem a kutya és a gazda szórakozása legyen a fő szempont.